# Заснування Санкт-Петербурга (картина)
Заснування Санкт-Петербурга (картина) — твір історичної тематики російського художника Олексія Венеціанова.
Майбутній художник Венеціанов народився у Москві. Походив із родини грецького купця Фармакі-Венеціано. Живопису навчався самостійно, а потім у Володимира Лукича Боровиковського.
Заснував першу в Росії приватну малювальну школу, в якій навчав художній майстерності обдаровану молодь з народу, допомагав талановитим кріпакам дістати волю. Серед його знайомих і Тарас Шевченко, якого познайомив з митцем Іван Сошенко, приятель Шевченка і теж художник.
Венеціанов уславився зображенням російських селян-кріпаків, хоча і подавав їх у ідилічному, патріархальному стані, далекому і від співчуття до їх кріпацтва, і до реалізму, що пануватиме в російському мистецтві в другій половині 19 століття. Венеціанов відходив від подібної тематики, робив також образа для церков. Так, образа для Смольного собору в Петербурзі теж створив Венеціанов Олексій Гаврилович разом з учнями.

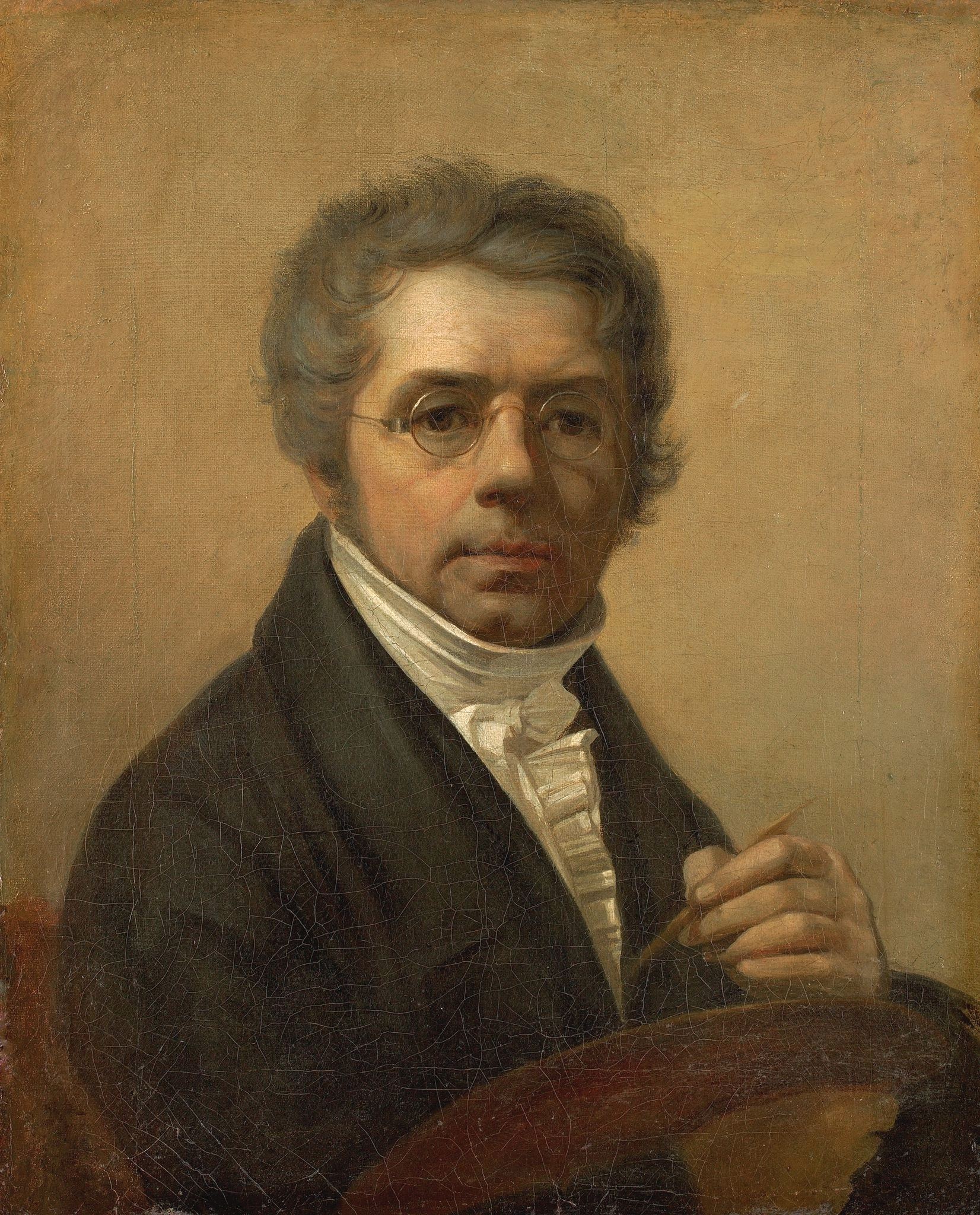
Автопортрет, 1811 рік.
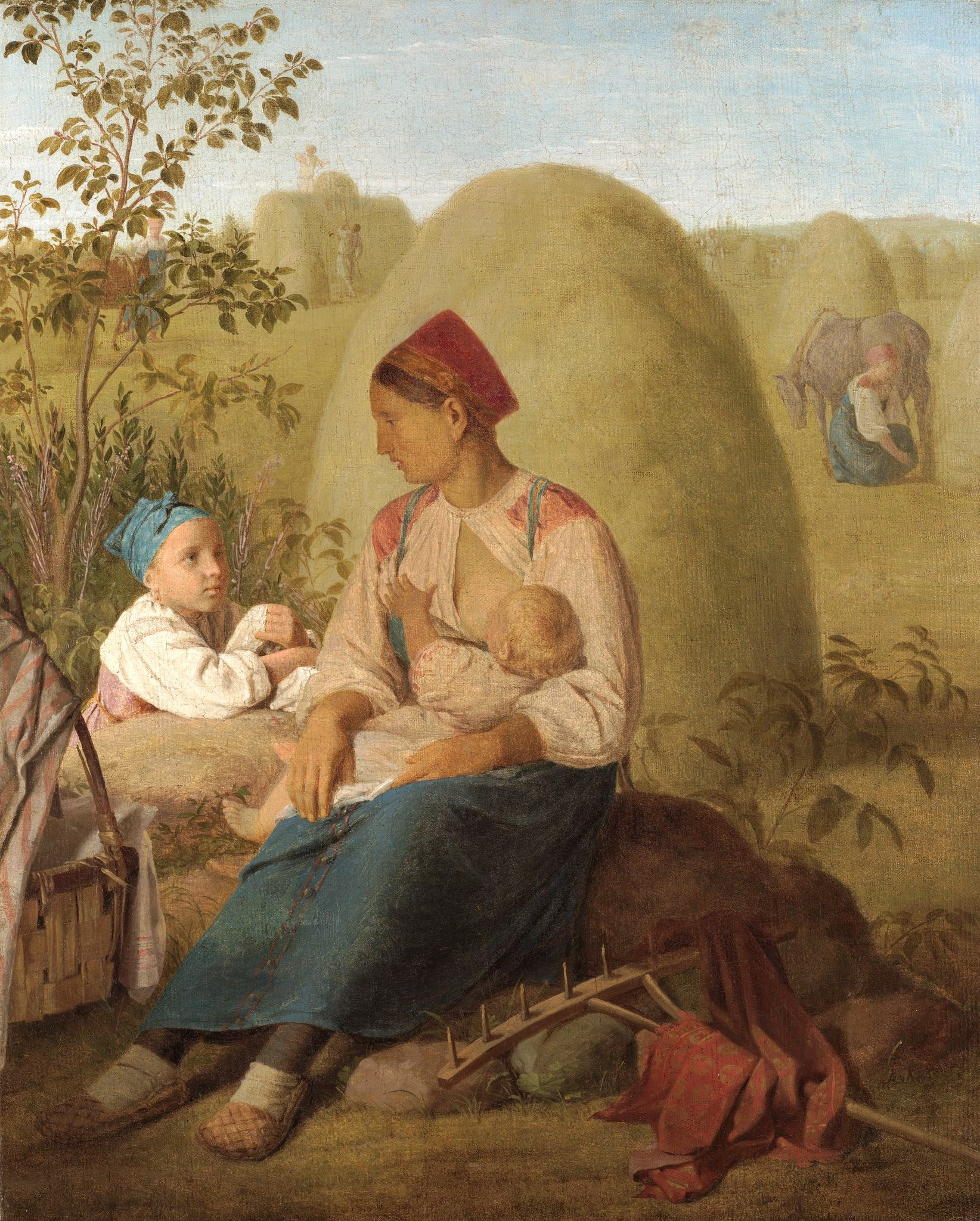
Сінокіс
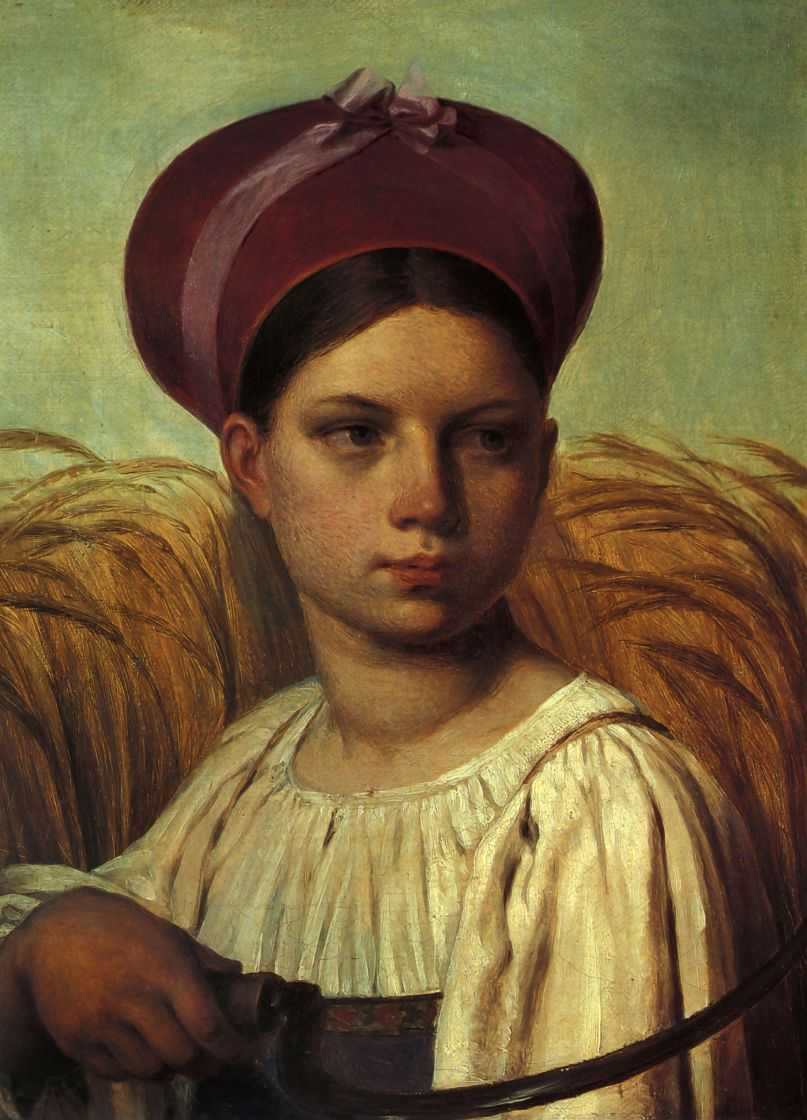
Дівчина з серпом

Дослідників Третьяковської галереї зацікавило полотно Венеціанрова зовсім іншої, історичної тематики. Пожовклий лак великої за розмірами картини пробно зняли з бічної частини твору. Здивування було викликане як іншим колористичним ладом розчищеної ділянки, так і листям рослин, яких не було на першому шарі полотна, пізньому за часом, невенеціановському. Скликана тоді комісія наполягала на рентгенівському дослідженні картини, яке і провели. Виявили, що полотно було колись пошкоджене і, ймовірно, тоді було наново значно переписане. Реставратор значно втрутився в авторський живопис, переписав також тло картини і обличчя царя Петра І, трохи повернувши його до глядача і змінивши вираз обличчя, навіть камінь на тлі картини зробив меншим. Твір Венеціанова — типовий зразок стилістики академізму, та Венеціанов не був прихильником ідеалізації зовнішності історичних осіб.
Нове засідання комісії було нелегким, бо постало питання або припинити розчистки, або розчистити всю картину. Але на пошкодженому полотні могли бути порожні, незаписані ділянки. Нові розчистки обличчя відкрили оригінальний живопис Венеціанова, що подав царя з простонародним, більш грубуватим обличчям. І картину розчистили повністю. На файлі — картина Венеціанова в нерозчищеному стані, коли її тільки узяли на реставрацію і розчистки.
Відновлену картину Венеціанова повернули в експозицію, де тепер інший, первісний стан фігури Петра і та первісне тло, створене 1838 року.